# Adelfi
L'Adelfi (dal greco αδελφός, "fratello") fu una società segreta nata a Parigi forse nel 1799 per opera di Luigi Angeloni, di Gilbert du Motier de La Fayette e di altri, a carattere rivoluzionario e giacobineggiante, in concorrenza con la massoneria ufficiale. Non fu estranea a molti complotti anti-bonapartisti e qualche anno dopo si fuse con la setta dei Filadelfi nella setta dell'"Adelfia". Si estese anche in Piemonte e a Milano e nel 1818 fu assorbita dalla setta buonarrotiana dei "Sublimi Maestri Perfetti". Riapparve ancora nei moti del 1820-1821, ma è incerto se come setta autonoma o come grado inferiore del movimento del Buonarroti.